# Giáo hoàng Stêphanô II
Stêphanô II hoặc III (Tiếng Latinh: Stephanus II) là giáo hoàng thứ 92 của Giáo hội Công giáo. Theo niên giám tòa thánh năm 1806 thì ông được chọn Giáo hoàng vào năm 752. Niên giám tòa thánh năm 2003 xác định triều đại của ông bắt đầu từ ngày 26 tháng 3 năm 752 cho tới ngày 27 tháng 4 năm 757.

## Trở thành giáo hoàng
Stephanus II trở thành Giáo hoàng vào ngày 26 tháng 3 năm 752. Ông là thành viên của một gia đình giàu có và quý tộc của Rôma, ông được nuôi dạy ở lâu đài Latran. Trưởng thành, ông được phong chức phó tế và tham gia vào việc quản lý các nhà đón khách thập phương là những nơi đóng vai trò mấu chốt trong việc đón khách hành hương. Khi Giáo hoàng Stephen (phù du) qua đời, ông được nhất trí bầu làm Giáo hoàng. Ông trở thành vị Giáo hoàng người Italia đầu tiên (ngoại trừ Grêgôriô II) sau một loạt dài các vị Giáo hoàng đông phương.

## Quan hệ với người Lombarđô
Lúc này, nguy cơ người Lombarđô xâm lấn ngày một lớn. Vua Pavia mới là Aistulf vừa chiếm Ravenna (752) và đe doạ Roma. Lúc này người Lombarđô đã trở thành chủ nhân của địa phận giám quản đông phương Ravenna, những người này muốn trở thành chúa tể trên toàn cõi Italia thuộc Rôma. Từ chối sự giám hộ này, Stephanus II xin sự ủng hộ của hoàng đế, hùng mạnh nhưng lại ở xa. Đáp lại Byzancia chỉ phản kháng bằng mồm và đưa đến cho ông một người đàm phán, thị vệ Gioan.
Stephanus II cử em mình đi với ông này dến Pavia. Tuy nhiên Aistulf, vua dân Lombarđi từ chối trả lại Ravenna. Sau thất bại này hoàng đế bổ nhiệm Giáo hoàng làm người đàm phán trực tiếp của mình. Vào năm 753, trên đường đi gặp vua người Fank, Giáo hoàng đã thử đàm phán với Aistulf nhưng thất bại.

## Quan hệ với người Frank
Stephanus II tiếp tục chính sách nối lại tình hữu nghị với người Frank. Đức Giáo hoàng liền quay sang Pêpinô. Các sứ giả Giáo hoàng tới Austrasia và sứ giả Franc tới Roma.
Truyền thuyết kể lại rằng mùa thu 753, Đức Têphanô II rời điện Latêranô, vượt dãy An-pơ, tới Ponthion, nơi vua đang ngự. Được báo, Pêpinô cử Đức Đan Viện trưởng Thánh Đêni (là Fulrađô) ra đón Giáo hoàng, khi ông tới Thành Mauriciô ở Valais, rồi chính thái tử Carôlô (sau là Carôlô Cả) đón Giáo hoàng ở Langres.
Cuối cùng, khi đoàn kiệu Giáo hoàng chỉ còn cách vài dặm, đích thân nhà vua ra đón, thấy Giáo hoàng, vua xuống ngựa quỳ gối trước mặt ông, rồi cầm cương, như một mã quan tầm thường, và đưa người về cung. Đón tiếp cảm động, nhưng cũng là khôn khéo chính trị! Đức Giáo hoàng và vua giờ đây là đồng minh. Ngày 28-7-754 tại Vương cung thánh đường Thánh Đêni Đức Têphanô II đích thân xức dầu phong vương cho Pêpinô và hai con của ông. Đức Giáo hoàng tuyên bố: "Giáng vạ kẻ nào không thần phục các đấng, và con cháu các đấng". Và ban tặng cho ông danh hiệu Quý Tộc Rôma, là một danh hiệu nguyên thủy chỉ ban tặng cho các hoàng đế La Mã. Điều này tạo nên sự trung kiên giữa đức Giáo hoàng và các vua người Frank, mà tột đỉnh của mối giao hảo là lễ đăng quang của Charlemagne, con của Pepin, ở Rôma năm 800. Chính sách Franc tại Ý liền đảo ngược và binh đội Pêpinô can thiệp chống quân Lombarđô.
Nội vụ kết thúc nhanh thôi, đánh nhau không có gì là nghiêm túc, Aistulf vua Lombarđô chấp nhận các điều kiện của Pêpinô, trong khi Binh sĩ Franc vây Pavia, bỏ Ravenna và toà Phó Đế cho kẻ thắng trận. Nhưng khi Binh sĩ Franc vừa rút khỏi dãy Alpes, Aistulf quên mọi lời cam kết, chẳng những không bàn giao Ravenna cho Giáo hoàng mà ngày 1-1-756, hắn còn vây thành Rôma nữa. Đức Têphanô II lại kêu gọi, Binh Đội Franc lại kéo qua, Lombarđô lại đầu hàng nhanh chóng. Nhưng lần này người ta có kinh nghiệm. Để Đức Giáo hoàng thoát tay thù địch có lẽ nên cung cấp cho người một ít phương tiện vật chất để hành động, nghĩa là làm cho người thành một lãnh tụ của một quốc gia? Thế là, do sức ép của người Lombarđô Quốc gia Giáo hoàng đã ra đời.

## Vật tặng dữ của Constantine

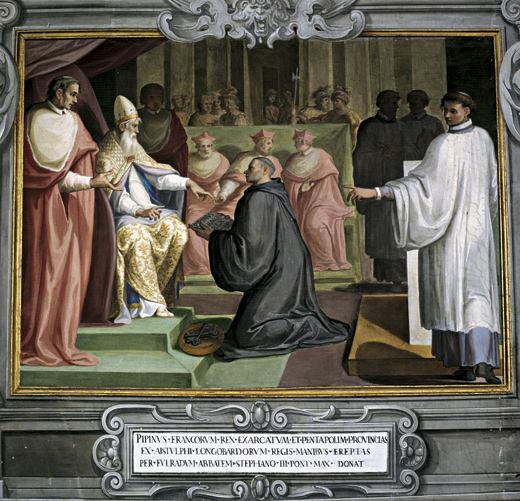
Quà tặng cho giáo hoàng

Rồi, như thể ngẫu nhiên, người ta phát hiện ra một tư liệu, đúng vào năm 753, khi Đức Stephanus II đi năn nỉ vua Frank cứu Roma. Tư liệu gồm 10 trang kể chuyện tặng dữ với mọi chi tiết, mà người thời đó ưa thích, như Hoàng Đế Constantinô vốn bị bệnh Hansen–cùi -,sau khi trở lại đã được khỏi bệnh cách lạ! Pêpinô có tin tư liệu này, như người Trung Cổ tin, hoặc như thi sĩ Đantô tin chăng? –không biết. Chỉ biết: chính sách của ông là, để đập tan quân Lombarđô ở Ý, để bảo đảm muôn đời sự liên minh của ngai Giáo hoàng, ông đã tin, nghĩa là ông giữ lời hứa của "Constantinô" bằng cách hiến đất cho Đức Giáo hoàng.
Văn kiện mang tên "Sự dâng cúng của Constantine" (The donation of Constantine) để tạo quyền lực cho giáo hội Công giáo Lamã. Sau này văn kiện này đã được xác định là giả mạo bằng cách ngụy tạo văn kiện, ngụy tạo chữ ký của Constantine và bịa đặt ngày ký là 30 tháng 3 năm 315. Trong văn kiện này có điều khoản quan trọng sau đây: "Giáo hoàng là đấng thừa kế Thánh Phê-rô sẽ được tôn vinh lên bậc cao cả trong đế quốc chúng ta và còn cao cả hơn ngôi báu thế gian. Giáo hoàng cai quản các Giám mục ở Antioch, Alexandria, Constantinople và Jerusalem" (The Faith, a history of christianity, Brian Monahan, pages 217, 362).
Văn kiện giả mạo "The Donation of Constantine" đã bị lôi ra ánh sáng bởi Lorenzo Valla, một giới chức cao cấp tại Vatican, vào năm 1440. Một trong những bằng cớ rõ rệt nhất là văn kiện giả mạo ghi ngày ký là 30.3.315. Lúc này, Constantinople chưa có. Thành phố Constantinople bắt đầu được thành lập từ năm 324.

## Sự ra đời của quốc gia Giáo hoàng

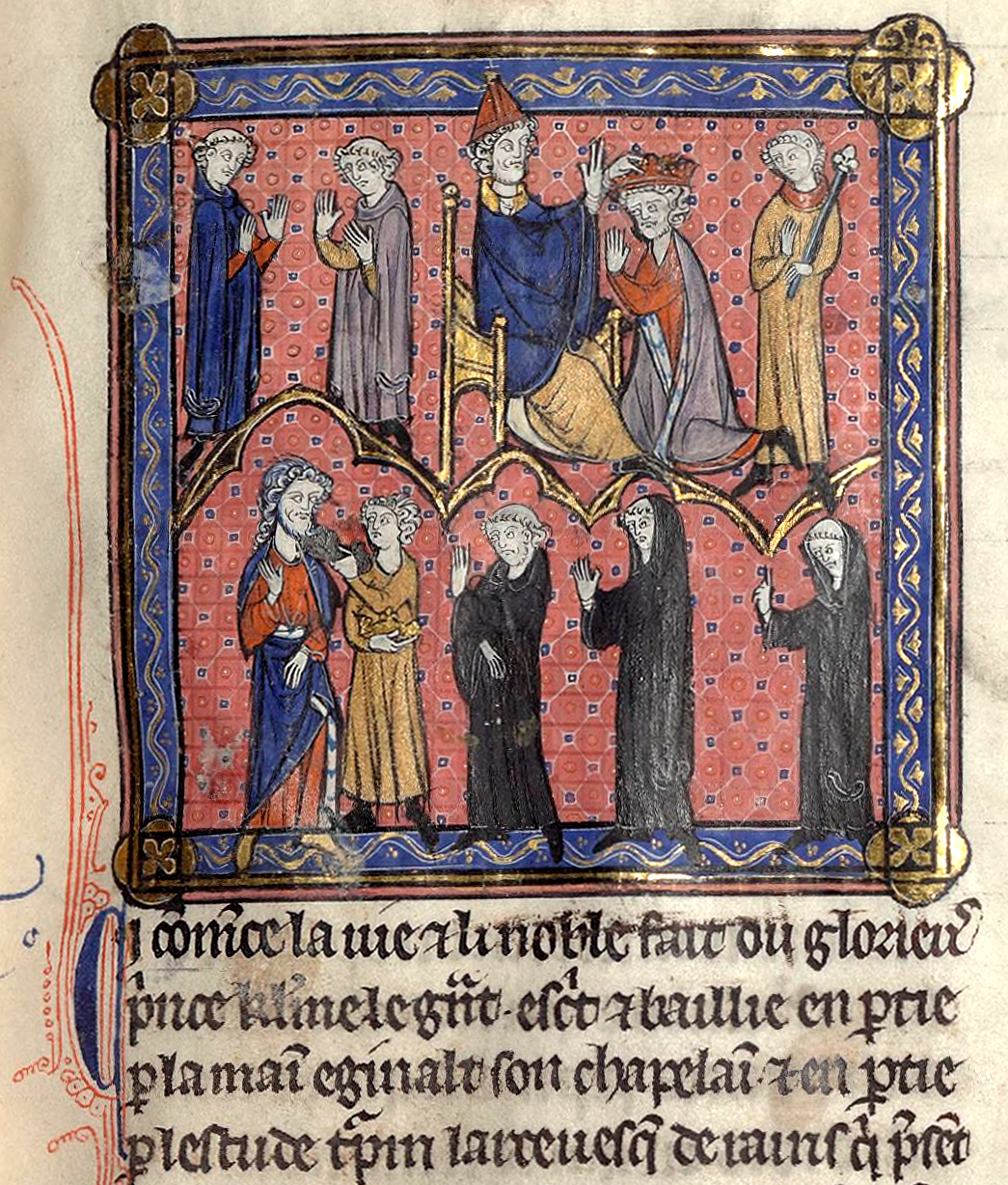
Giáo hoàng Stephanus II tấn phong cho Pépin Lùn

Pêpinô hiến cho Đức Stephanus II xứ Ravenna cùng năm tỉnh (pentapole): Rimini Pesaro, Fano, Senigallia, Ancona. Đây không phải là những lãnh địa đơn thuần, mà như là một quốc gia. Fulrađô, Đan Viện trưởng Thánh Đêni, long trọng đặt tư liệu về việc tặng dữ và chìa khoá các thành trên mộ Thánh Phêrô. Hoàng Đế Byzantine, là Constantine V, mặc sức phản đối.
Quốc gia Giáo hoàng ra đời và tồn tại 11 thế kỷ (756- 1870). Đó là khởi điểm của các "Lãnh Thổ Giáo hoàng" hoặc "Quyền Cai Trị Trần Thế" của các Giáo hoàng. Quyền hành chánh tại Lamã và trung bộ Ý nằm trong tay các Giáo hoàng, do Zachrie và Etienne thiết lập, được Pépin thừa nhận năm 754, và về sau (774) được Charlemagne xác nhận. Trung bộ Ý xưa kia là trung tâm đế quốc La mã, rồi là một nước của dân Goths, rồi là một tỉnh của Đông đế quốc, và lúc này trở thành nước Của Giáo hoàng, ở dưới quyền cai trị của Đầu Giáo hội.
Đức Giáo hoàng từ nay độc lập đối với Hoàng Đế Byzancia, nếu chưa hoàn toàn độc lập được với các vua Franc… Về mặt địa lý, nước Toà Thánh có hình quả tạ hai khối Ravenna và Roma nối với nhau bàng giải Pêrousa. Quốc gia Giáo hoàng lúc đầu còn mong manh, nhưng nó đóng ấn sự liên minh với nhà Carôlô, nó ấn định vĩnh viễn chính sách Franc đối với Lombarđô, nó dẫn ngai Giáo hoàng vào những sứ mạng mới.
Stephanus II tôn phong Pippin Lùn làm vua toàn quyền như một cách báo ơn về những vùng đất dâng cúng và sự giúp đỡ của Pippin Lùn trong việc chống lại Longobard. Sau khi Charles Martel đẩy lùi quân Ả Rập ở Poitiers năm 732 và Avignon năm 737, ông bắt đầu triều đại Carolingien (751-987) thay thế triều đại Mérovingien. Con trai ông là PépinLe Bref được đức Stêphano II xức dầu năm 754 tại nhà thờ Saint Denis. Giáo hoàng trở thành vua dưới sự bảo trợ của Vua Pháp.